# Tamula-tó
A Tamula-tó egy tó Észtországban, Võrumaa megyében Võru város nyugati részén, mintegy 69,1 méteres tengerszint feletti magasságban. A tó partján található Friedrich Reinhold Kreutzwald észt író emlékműve a róla elnevezett parkban.

## Földrajz

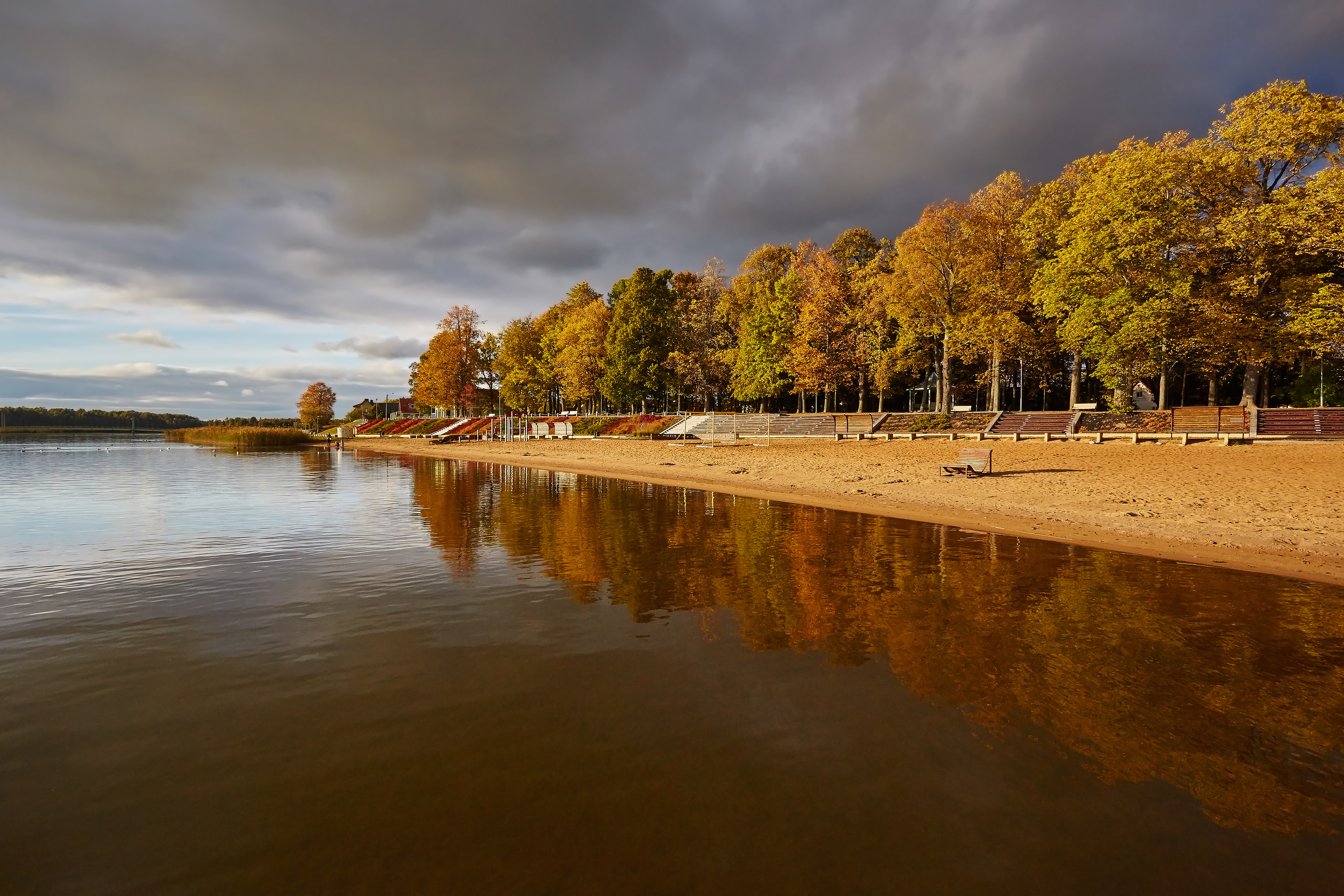
A tóparti sétány látképe ősszel

A 231 hektáron elterülő és legmélyebb pontján 7,5 méter mély tavat a Kubija-patak felduzzasztott vize táplálja. Vizét a Võhandu-folyó szállítja el. Átlagos mélysége 4,2 méter.

## Képek

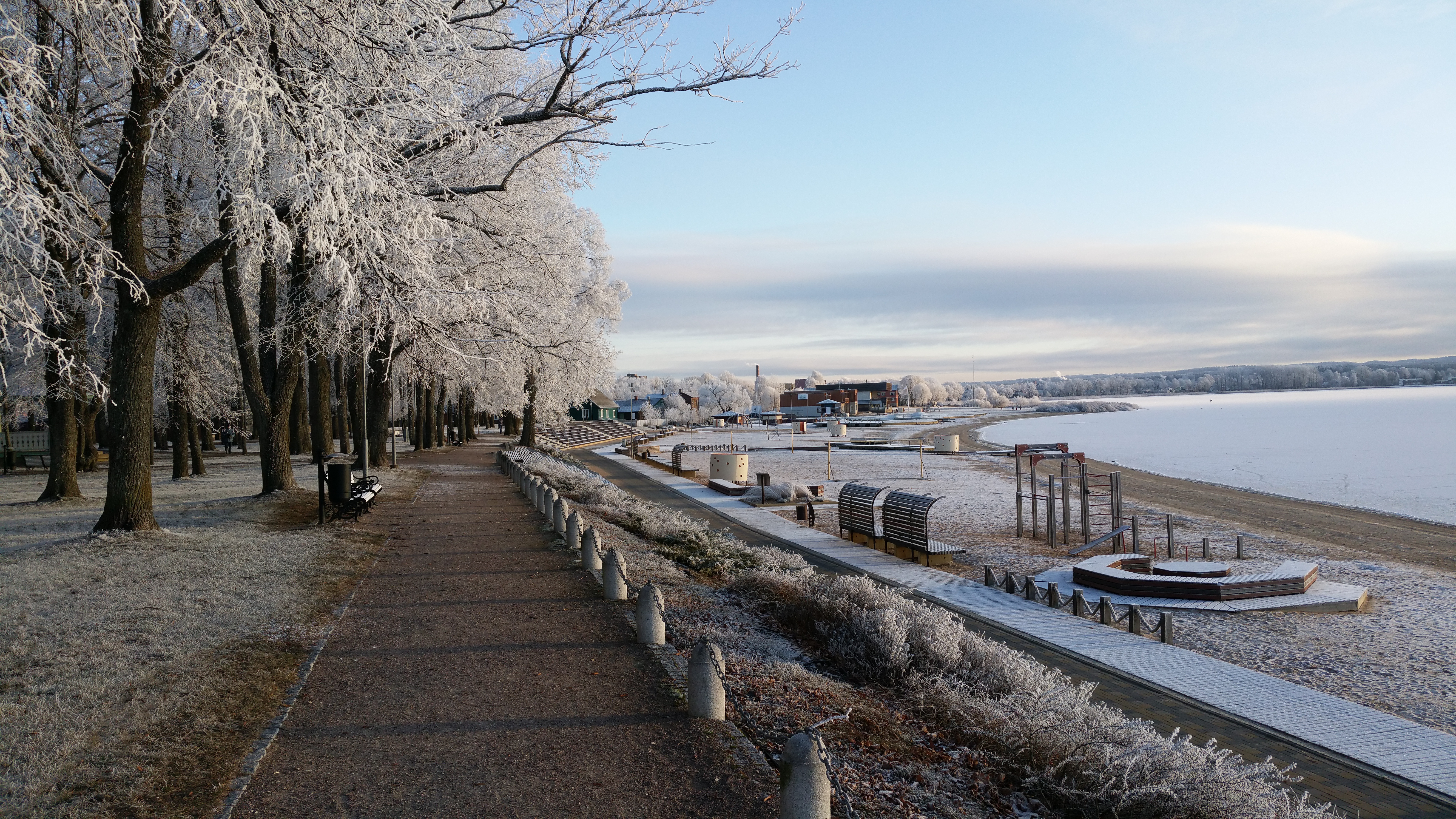
A Friedrich Reinhold Kreutzwald park télen
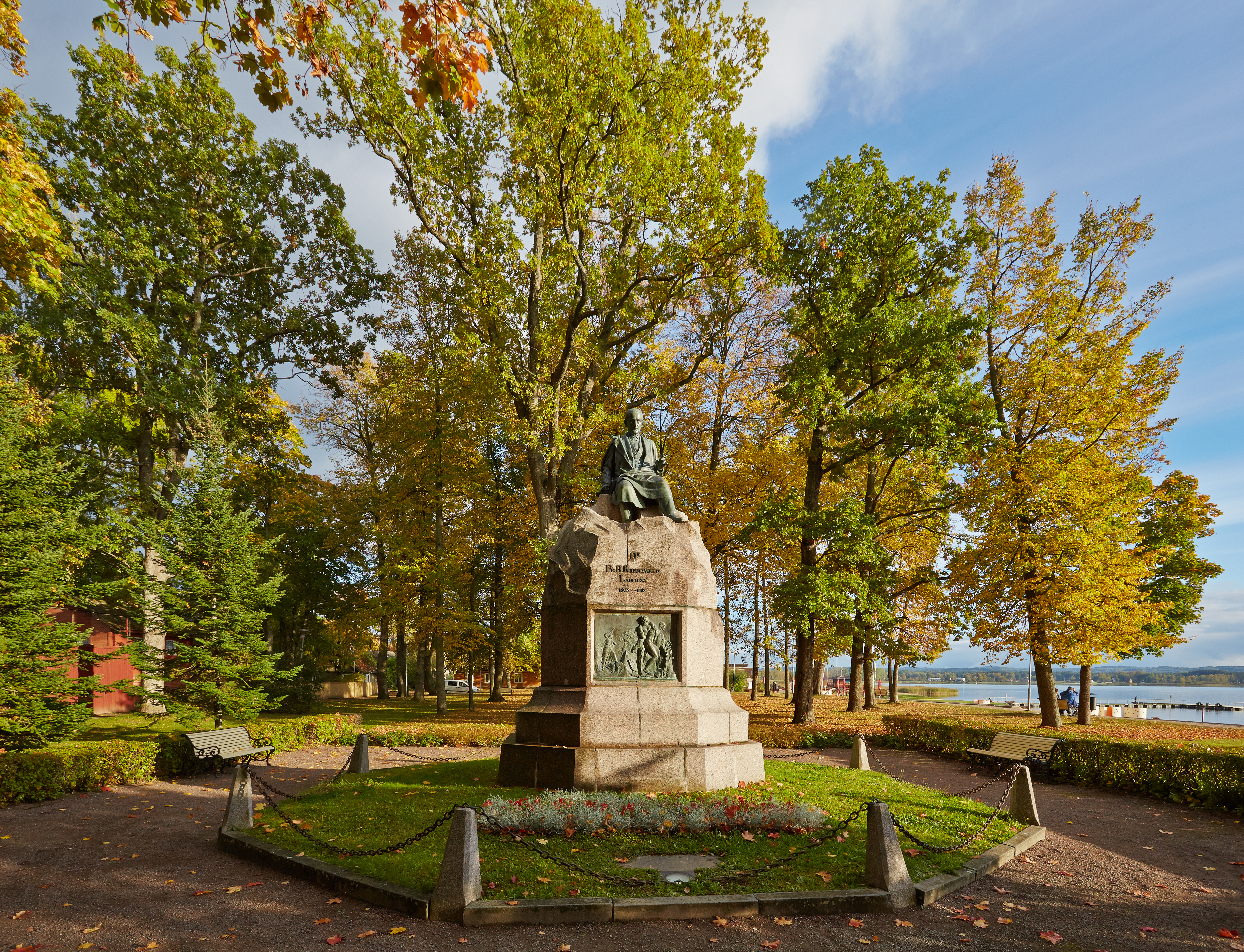
Friedrich Reinhold Kreutzwald emlékműve a tó partján
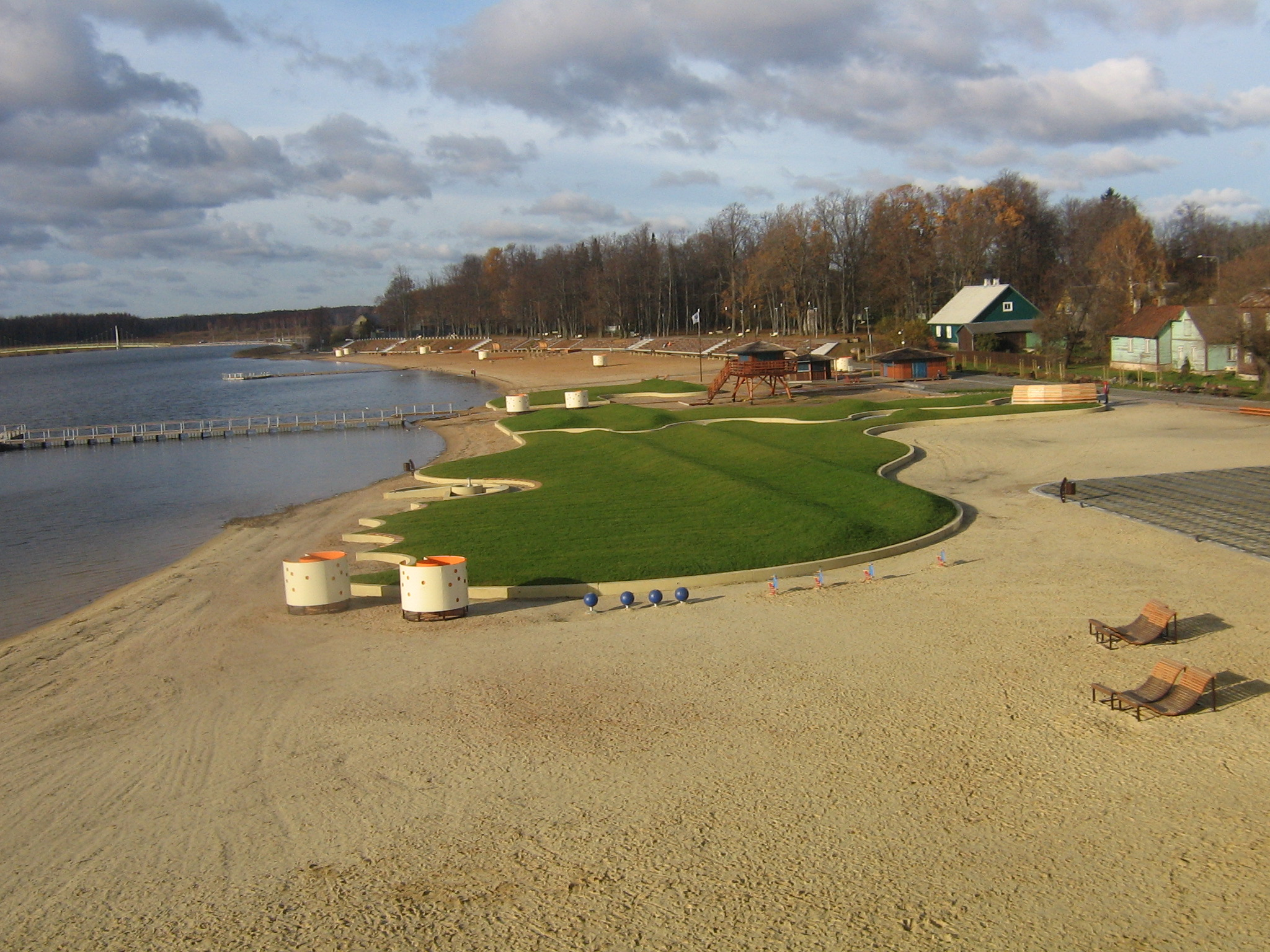
A tópart látképe
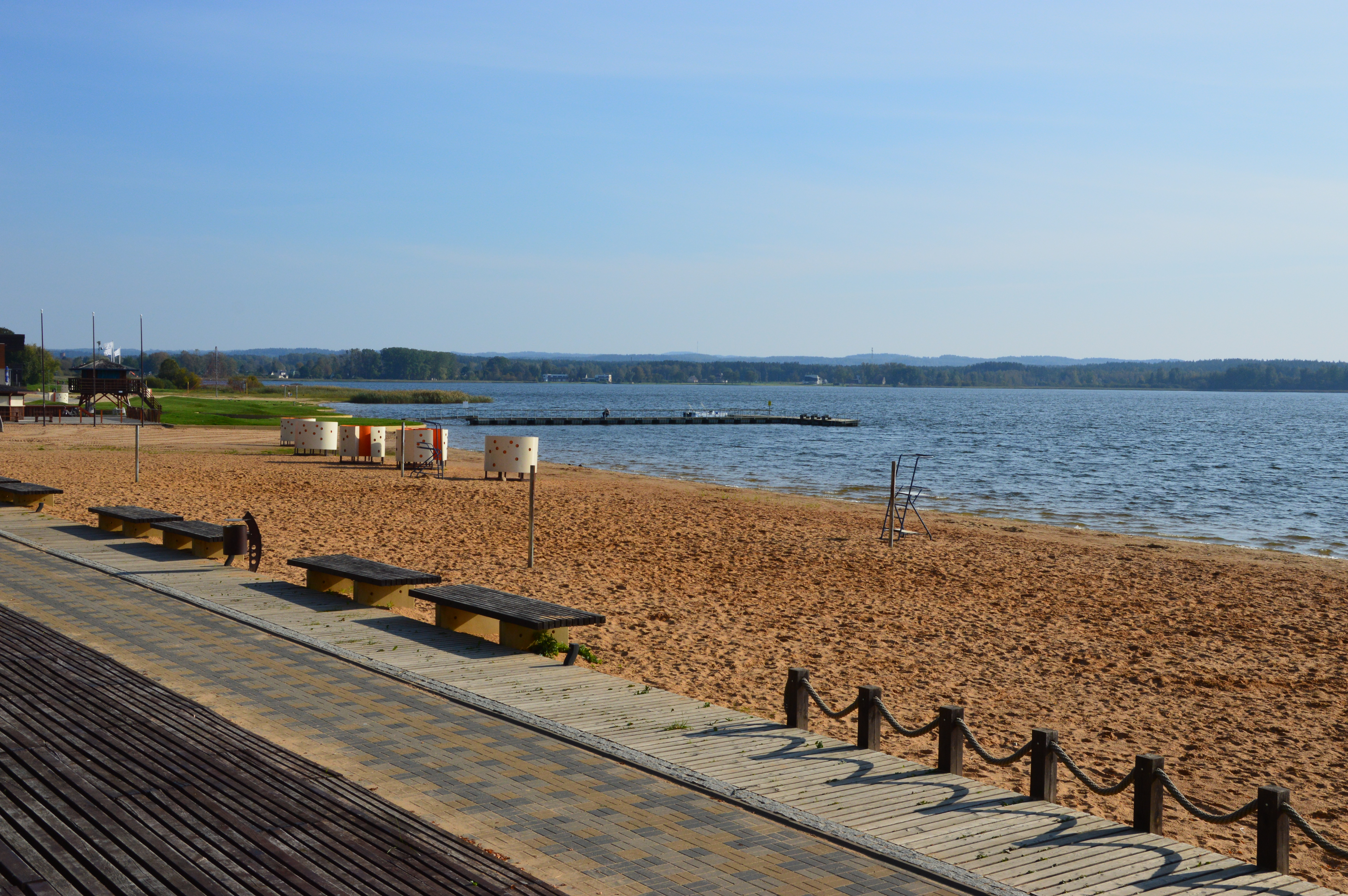
Kiépített sétány Võrunál
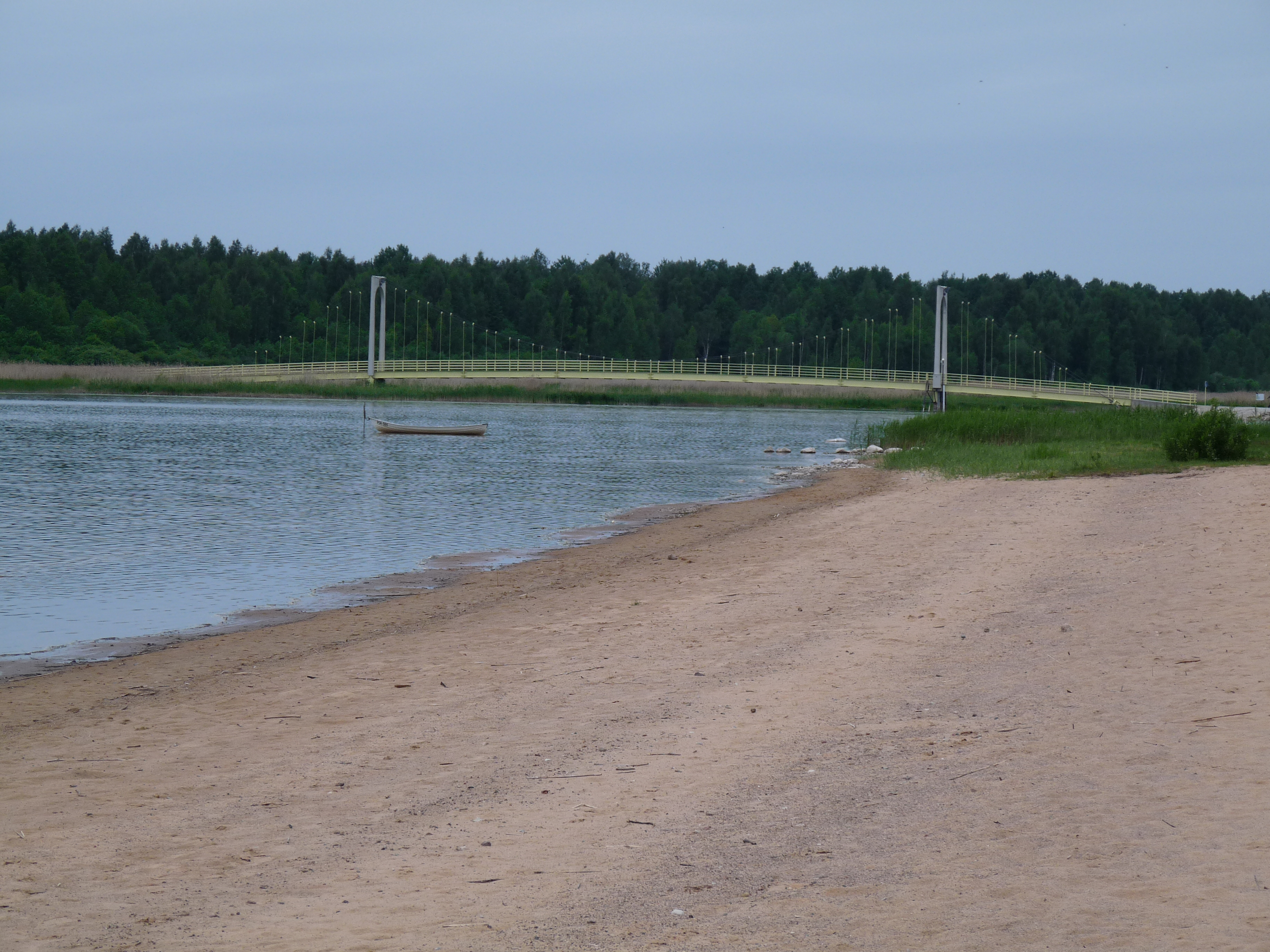
A Võrut és Roosisaaret összekötő híd
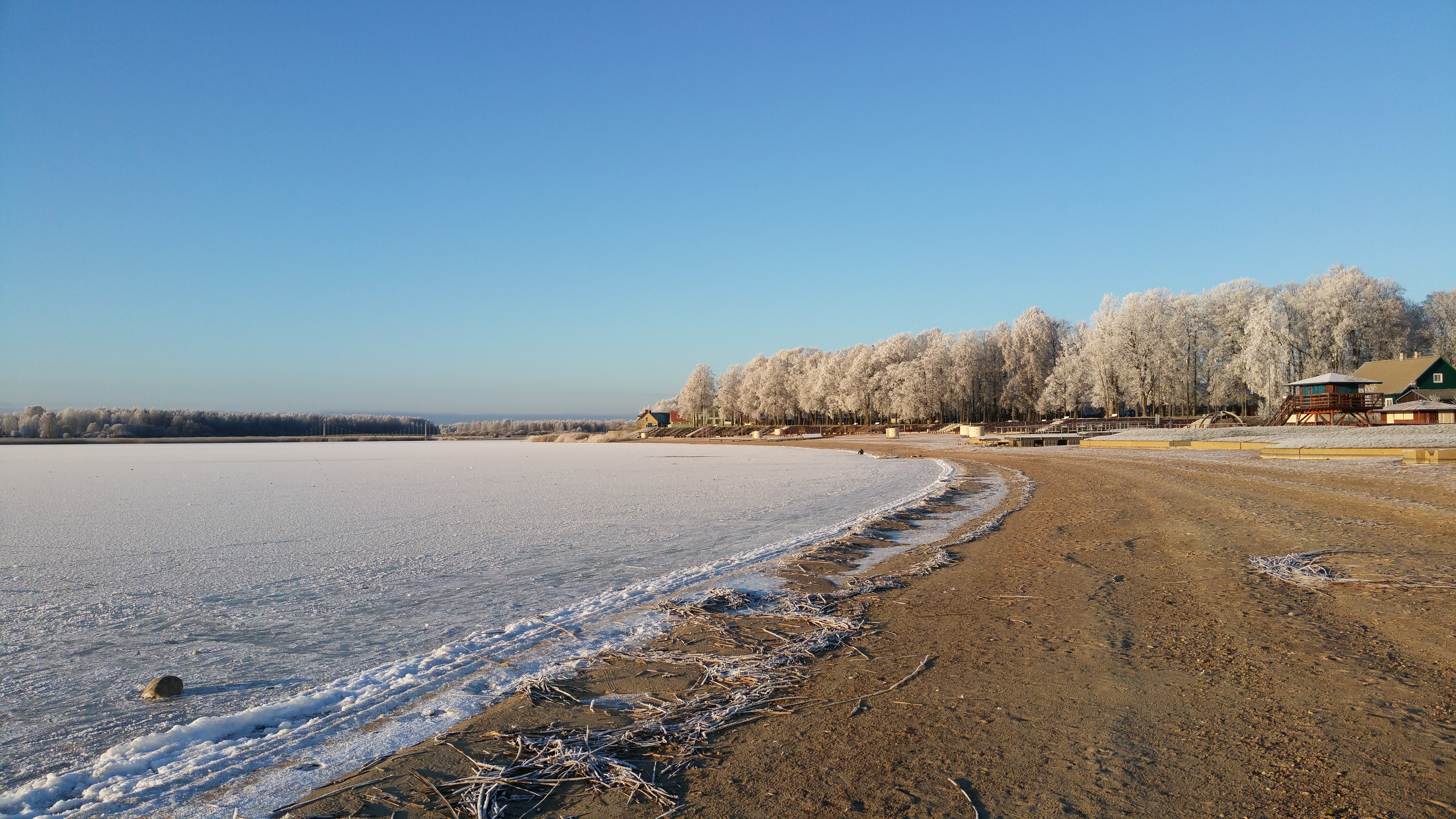
Téli tájkép
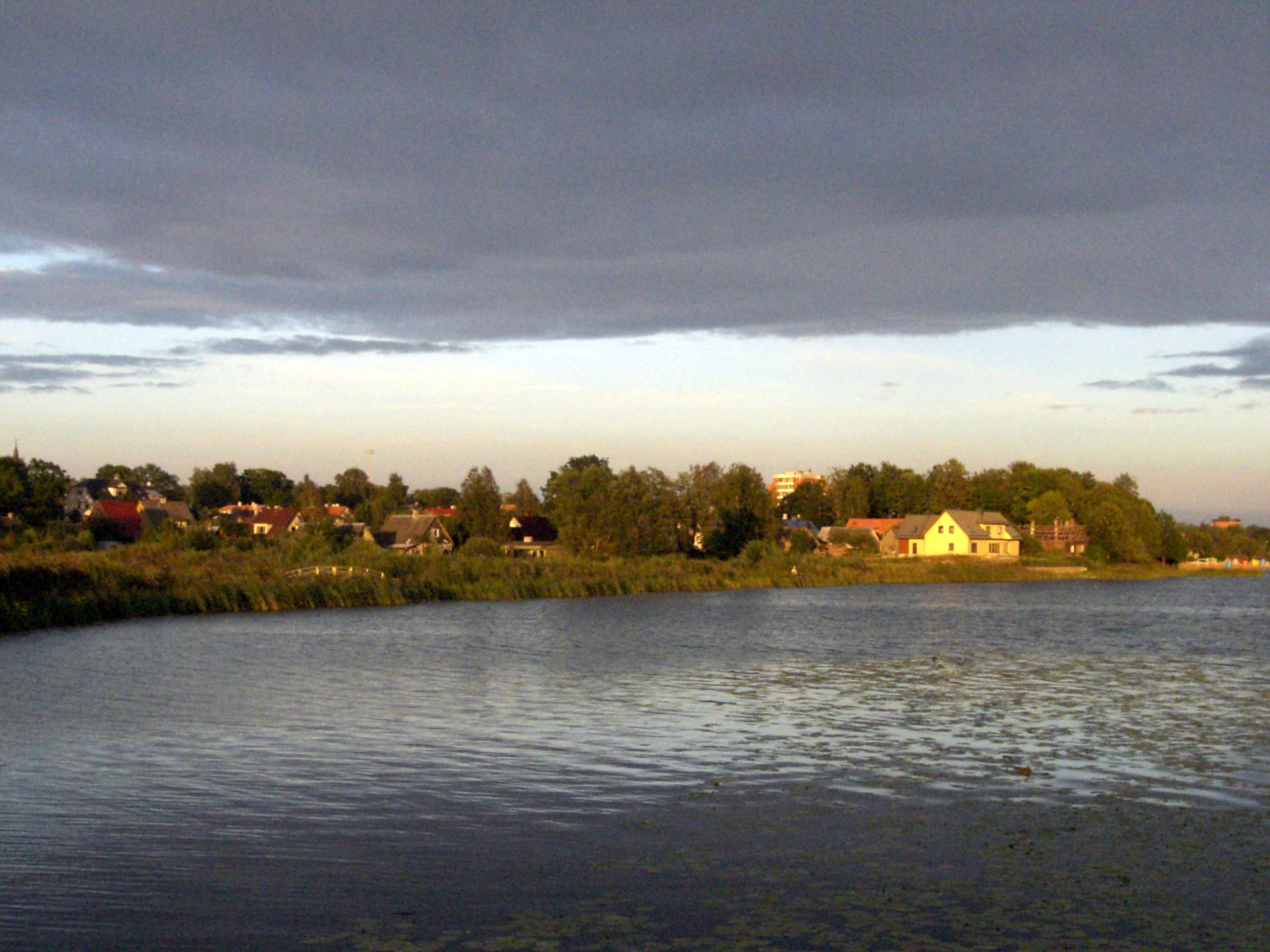
Võru látképe a hídról
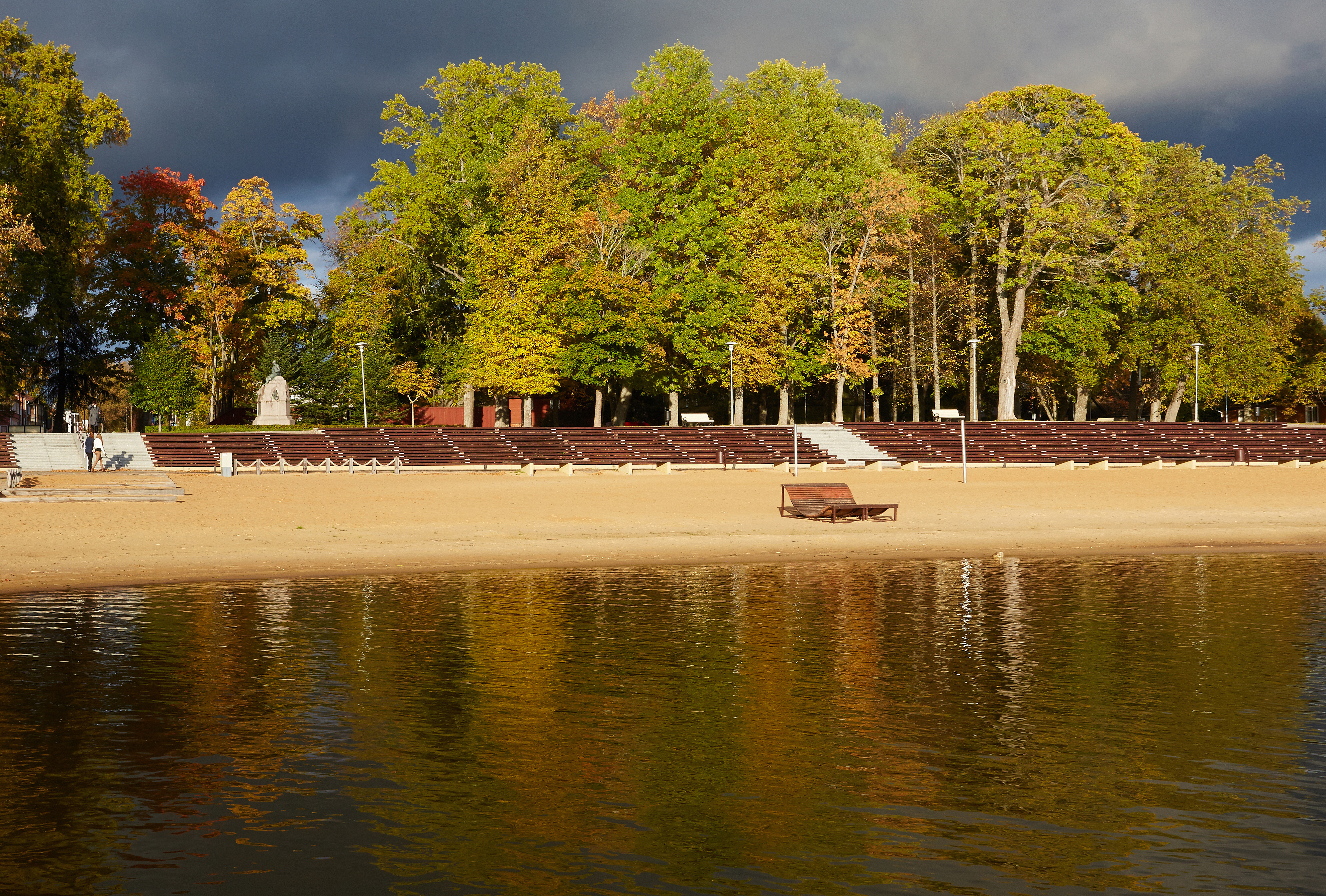
A Kreutzwald park 2013-ban a tóról nézve
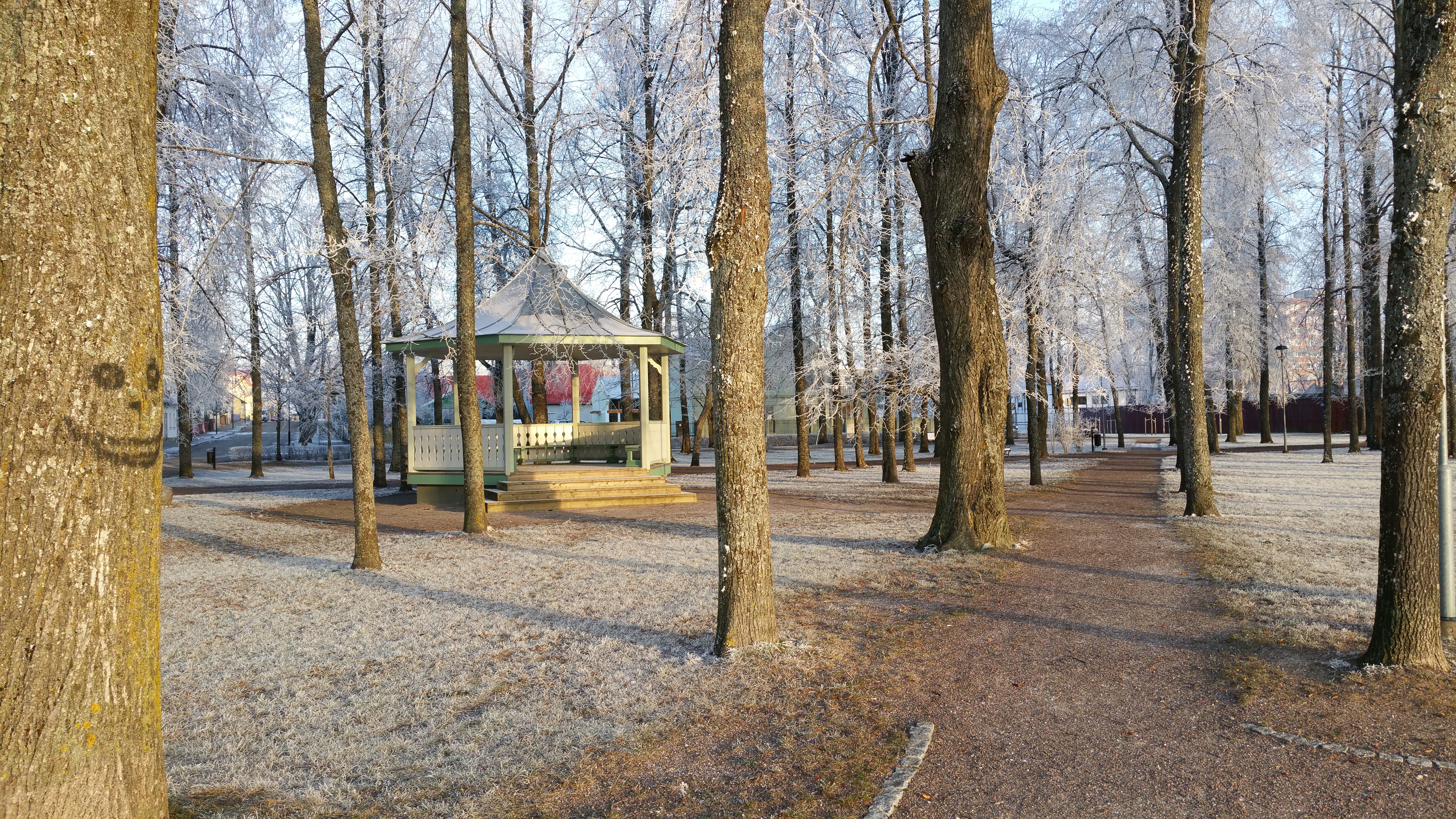
Pavilon a tóparti parkban

## Fordítás
Ez a szócikk részben vagy egészben  a   Tamula järv című észt Wikipédia-szócikk ezen változatának fordításán alapul.  Az eredeti cikk szerkesztőit annak laptörténete sorolja fel. Ez a jelzés csupán a megfogalmazás eredetét és a szerzői jogokat jelzi, nem szolgál a cikkben szereplő információk forrásmegjelöléseként.